# Karin Stoltenberg
Karin Stoltenberg, nata Heiberg (23 novembre 1931 – 17 ottobre 2012), è stata una politica e biologa norvegese.
È stata una genetista, ed un politico socialdemocratico norvegese. 
Fu 'segretario di Stato' al ministero del commercio e della navigazione dal 1986 al 1987 e nel ministero dell'economia dal 1988 al 1989, ma anche direttrice del ministero ai figli ed alle famiglie. 
Era sposata con Thorvald Stoltenberg e madre del primo ministro norvegese Jens Stoltenberg.